# Драгољуб Бато Брајовић
Драгољуб Бато Брајовић (Подгорица, 17. јун 1939 — Подгорица, 16. март 2022) био је сликар, професор ликовне културе и критичар.

## Биографија
Основну школу и Вишу реалну гимназију завршио у Подгорици. 1958-1963. дипломирао на Академији ликовних уметности (АЛУ) у Београду у класи професора Мила Милуновића. 1965-1967. постдипломске студије на АЛУ у Београду као ванредни студент у класи Милуновића и Зорана Петровића. 1969-1970. као стипендист Француске у Паризу, похађао графички атеље Џона Фридлендера. 1987-1991. боравио у Паризу као наставник Југословенске допунске школе; приредио више самосталних изложби; спроводио стручно усавршаванје из Историје модерне уметности на Сорбони стекавши постдипломске академске степене Метриз (Maitrise) и Д. Е. А. (D.E.A. - диплома продубљених студија) студијско-истраживачким радовима "Савремена црногорска уметност и Париска школа" и "50-те године у савременој уметности". У ранијем раздобљу испитује пиктуралну материју у асоцијативним интерпретацијама црногорског пејзажа (Брег од Мораче, 1964. Јалова земља, 1964) После слика фигуралне композиције надреалистичког карактера (Ноћ на Скадарском језеру, 1971). Бавио се илустрацијом и графичким обликовањем.
Члан удружења УЛУЦГ (ULUCG) и Савеза ликовних уметника Југославије од 1964. Секретар ULUCG od 1968. do 1973. godine. Председник УЛУЦГ (ULUCG) у периоду 1991-1995. Председник Савеза удружења ликовних уметника Југославије од 1992. do 1995. godine. 1990. године изабран за члана Светског савета InSEA (Интернационалне Асоцијације за уметничку едукацију).
1982. добио звање Заслужни ликовни педагог Југославије. Дугогодишњи педагошки радник и инспектор Министарства просвете РЦГ за ликовну културу. Илустровао више уџбеника, повремено „Трибину" и „Омладински покрет". Сарадник у јапанској едицији Ликовна педагогија света. Са Богомилом Карлаварисом написао уџбеник Ликовног одгоја за основне школе (Титоград, 1981). Као предавач учествовао на Регионалном конгресу InSEA у Софији 1983. и на Светском конгресу у Хамбургу 1987. године.

## Изложбе и награде
Приредио и учествовао на бројним самосталним и колективним изложбама у земљи и иностранству. Добитник бројних награда од којих важније:
- 1962. I награда за младе црногорске уметнике
- 1969. Награда Ослобођења Подгорице
- 1985. I награда на изложби Уметници Подгорице
- 1986. Орден рада са сребрним венцем
- 1987. Откупна награда на V Бијеналу акварела Југославије у Карловцу
- 1990. Награда за креативност на XV Салону сликарства и скулптуре у Бресију (Француска)
- 1991. I награда на конкурсу "Боје Мироа" (Француска)